# Yonezawa

Yonezawa (米沢市 Yonezawa-shi?) este un municipiu din Japonia, prefectura Yamagata.